# 城ヶ島大橋

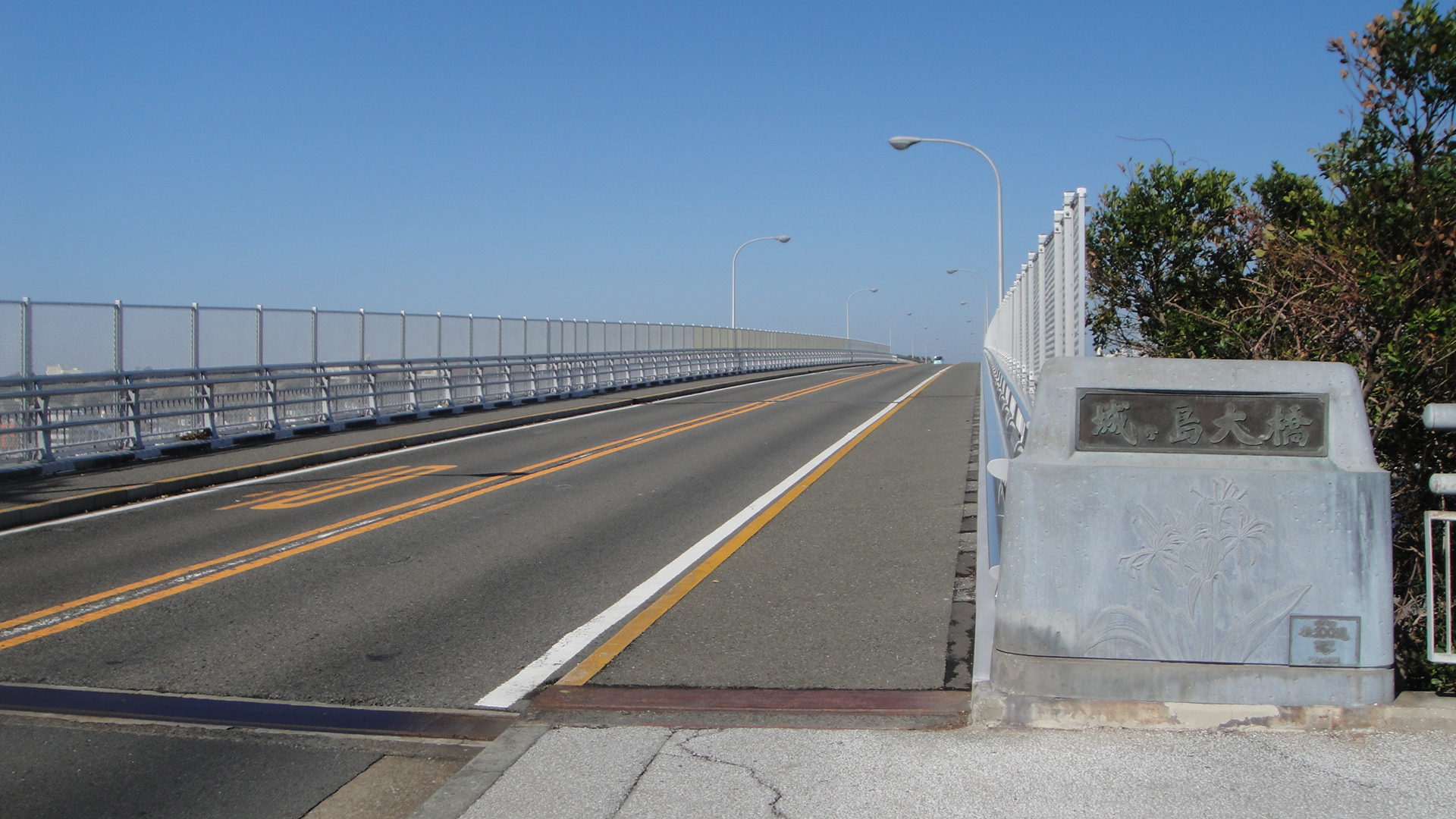
路面

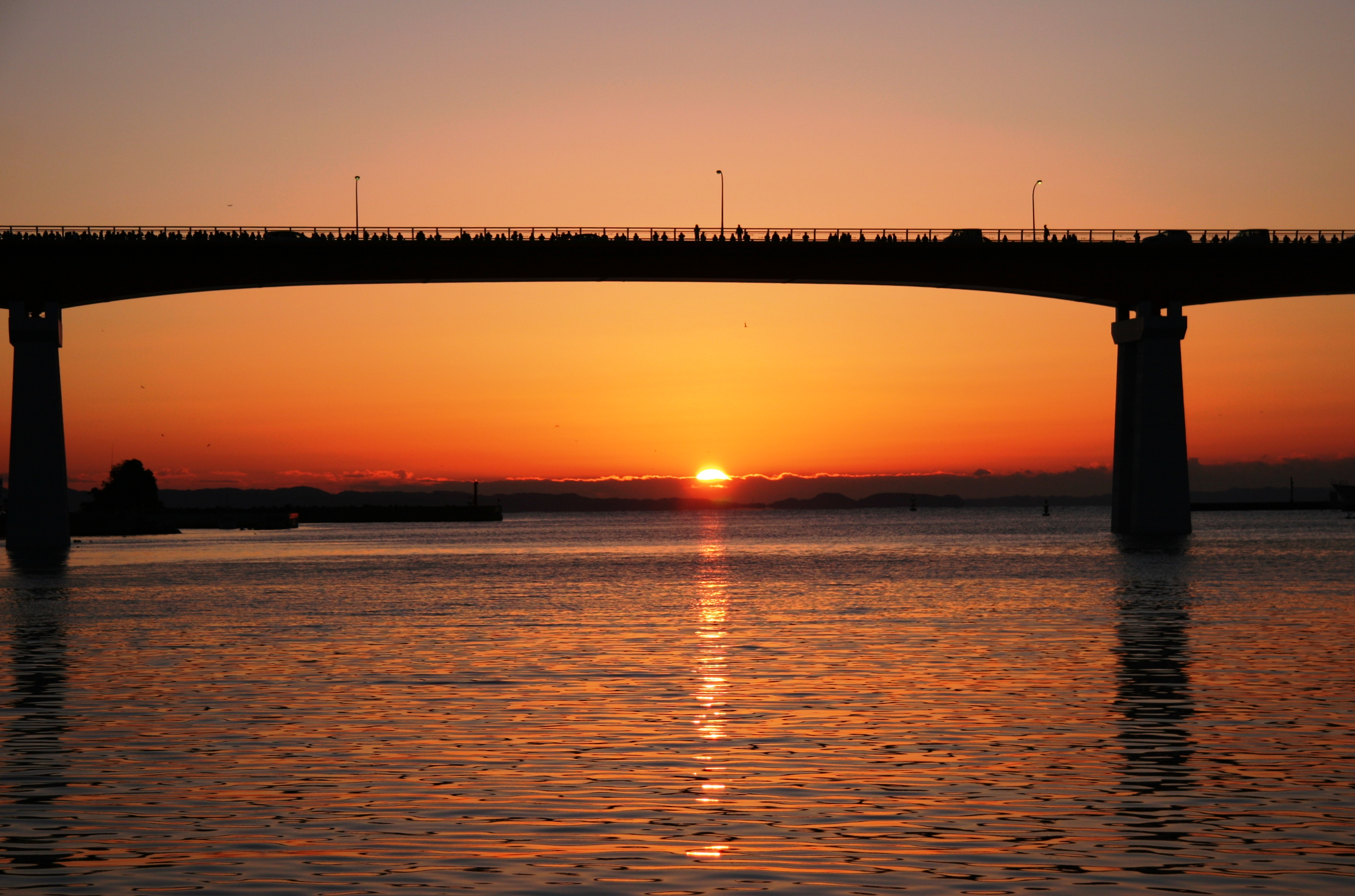
日の出の景観（仲崎より撮影）

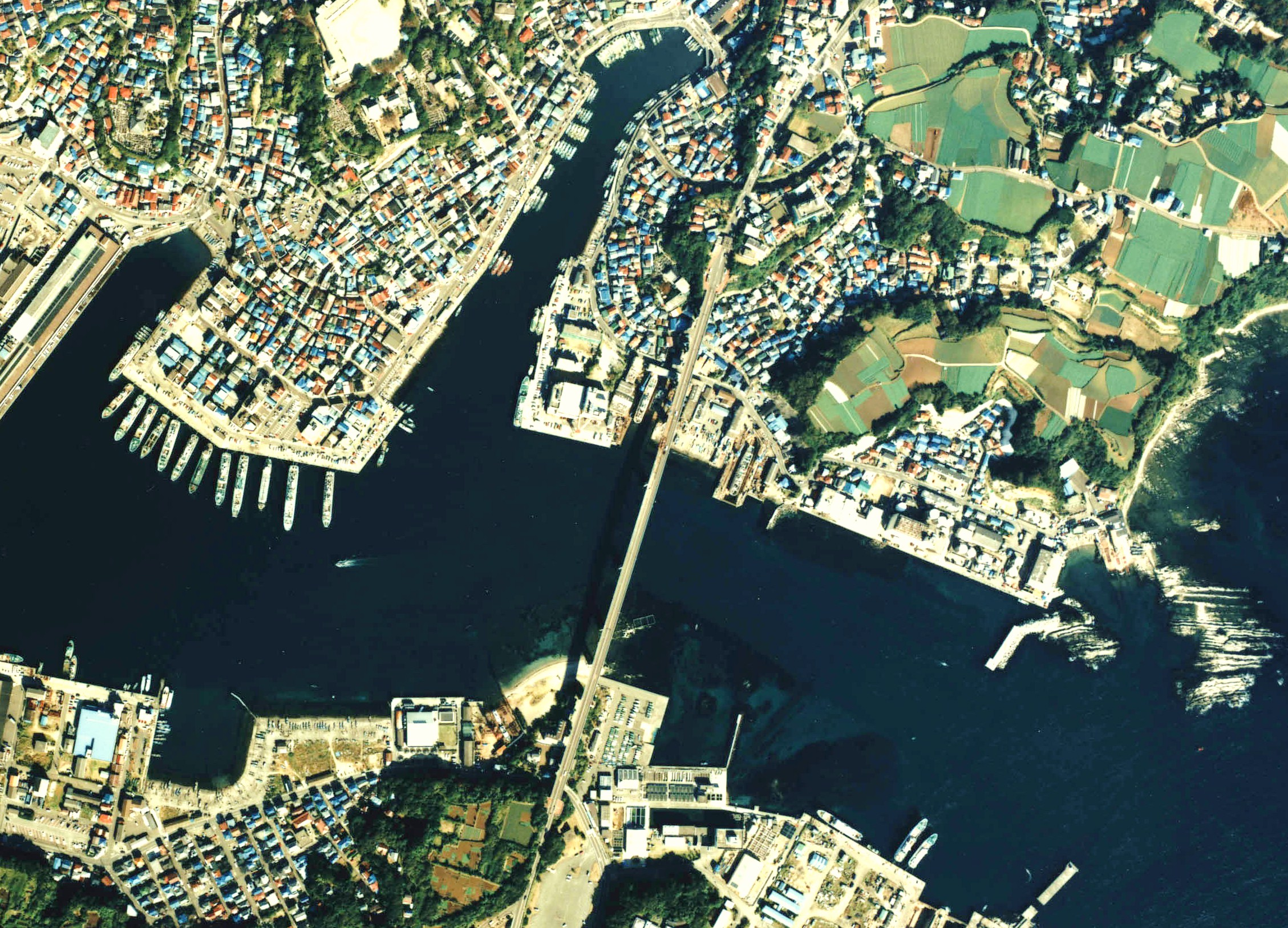
城ケ島大橋付近の空中写真（1988年撮影）。

城ケ島大橋（じょうがしまおおはし）は、神奈川県三浦市、三浦半島先端から、海をまたぎ城ヶ島に至る橋。管理は神奈川県東部漁港事務所。城ヶ島へ渡る唯一の道路で、有料道路であったが、神奈川県が2018年11月13日に将来の無料化を発表、2020年4月1日に無料開放された。歩行者や自転車は従前より無料で通行できた。
1957年に着工、1960年4月に開通。全長575 m、海面からの高さ16 - 23.5 m、総工費7億1500万円。また谷戸を越えて海橋に接続する陸橋も同時に建設された。
2023年（令和5年）9月に土木学会選奨土木遺産に認定された。
周囲には本橋より高い土地は殆ど無く、太平洋、相模湾、東京湾（浦賀水道）を介し、東に房総半島、南に伊豆大島、西側には伊豆東岸から湘南地域、富士山、丹沢山地が一望できる。また真冬の早朝には遠く赤石山脈（南アルプス）も望めるほか、日の出前に丹沢の白い山々の頂きだけが朝日で輝くといった幻想的な景色が見られる。

## 歴史
元来、城ヶ島への交通手段は三崎仲崎岸壁から出ていた渡し舟が唯一の存在であった。
三崎漁港は城ヶ島を天然の防波堤とした良港であり、昭和30年代には増大する一方の水揚げに対処する施設が不足した。しかし、三崎は海食崖に囲まれた急峻な地形で漁業施設を建設する土地に乏しく、対岸の城ヶ島へ用地を求める他になくなった。このため、神奈川県は城ヶ島の埋め立てを計画、この用地の経済的価値向上と漁港施設の高度利用には架橋が欠かせないとされ、計画されたのが本橋である。
資金は米国余剰農産物見返資金から融資された。建設時の借入金は1979年に返済が完了しているが老朽化が進んでおり、維持管理費を賄うために2020年3月まで料金徴収が続いていた。ただし城ヶ島の島民は開通当初より無料でこの橋を利用できる。
城ヶ島は本橋架設後に三崎側の海岸が大規模に埋め立てられ、県水産試験場や新潟鉄工(現、新潟造船)三崎工場などの漁港施設が建設された。これにより、三崎港は全国一の水揚量を誇るまでに発展、観光客の誘致も進んだ。一方で、源頼朝以降、多くの著名人が叙情的な風景として愛した島の風情（北原白秋『城ヶ島の雨』は有名）は失われた。

## 構造（海橋）
- 海上部中央主径間（赤い部分）：三径間連続鋼床板箱桁
- 三崎側側径間：PCポストテンション単純桁4径間
- 城ヶ島側側径間：PCポストテンション単純桁5径間
- 下部工橋脚：鉄筋コンクリート2本柱ラーメン式
- 設計活荷重：一等橋（昭和14年道路橋示方書）
- 幅員構成：2車線2歩道（マウンドアップ）

設計は横河橋梁製作所（現：横河ブリッジ）。鋼床板箱桁 (Box Girder) を日本で初めて採用した。同形式としては東洋一の規模である。
橋下に遠洋漁業の大型船舶が通航するため、中央部に95 mもの長大なスパン（橋脚間隔）を有する。このため、中央部の死荷重（自重）を軽減する必要があり、鋼製箱桁が採用された。箱桁は外観がほぼ完全に箱になるため、鋼材の暴露面積を最小化して腐食を抑制することができ、かつ箱上面がそのまま床板となる等、合理的な設計となっている。海面からの高さを大きくとったため、城ヶ島側の取付道路にはループ線が採用された。
本橋は太平洋戦争戦争後の高度経済成長期における海上架橋技術の粋を集めた橋梁であったことから、地元漁業関係者のみならず、橋梁技術者の注目度も非常に高かった。横河橋梁製作所は『城ヶ島大橋設計計算書・同解説』『城ヶ島大橋応力測定報告書』（ともに技報堂）を専門家向けに出版している。現在も鋼製橋梁のトップメーカーである同社にとっても、本橋は輝かしい業績であったことが窺える。